# 3613 Kunlun
3613 Kunlun је астероид главног астероидног појаса чија средња удаљеност од Сунца износи 2,369 астрономских јединица (АЈ).
Апсолутна магнитуда астероида је 12,7.